# (120141) Lucaslara
(120141) Lucaslara est un astéroïde de la ceinture principale.

## Description
(120141) Lucaslara est un astéroïde de la ceinture principale. Il fut découvert le 7 avril 2003 à Costitx par l'Observatoire astronomique de Majorque. Il présente une orbite caractérisée par un demi-grand axe de 2,77 UA, une excentricité de 0,11 et une inclinaison de 4,7° par rapport à l'écliptique.

## Compléments